# Dagmar Kersten

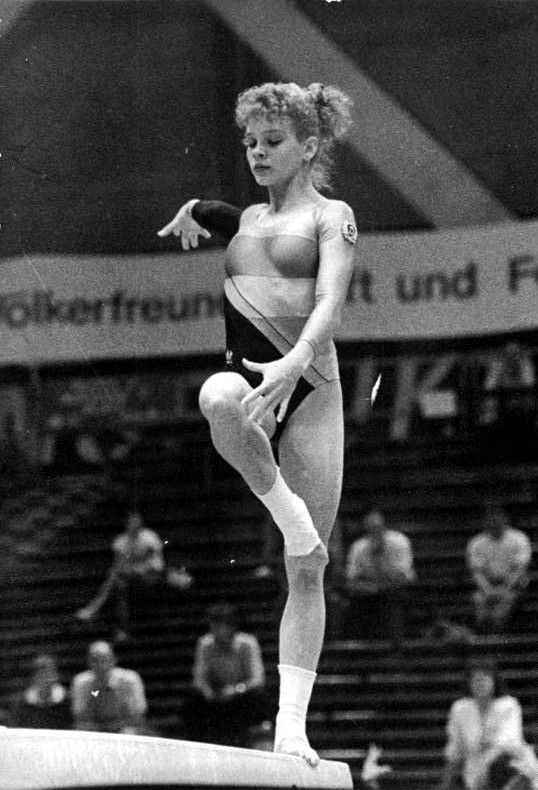
Dagmar Kersten bei der DDR-Meisterschaft 1988

Dagmar Kersten (* 28. Oktober 1970 in Altdöbern) ist eine ehemalige deutsche Gerätturnerin und Vize-Olympiasiegerin im Kunstturnen. Ihr Heimatverein war der SC Dynamo Berlin. Kersten enthüllte später das staatlichen Zwangsdoping im DDR-Leistungssport.

## Karriere als Olympionikin der DDR
Dagmar Kersten begann gemeinsam mit Ulrike Klotz in der Schule in Cottbus mit dem Turnen. Schon mit zehn Jahren wechselten beide Mädchen ins Turn-Internat nach Berlin. 1981 und 1983 gewann Dagmar Kersten bei der Spartakiade die Mehrkampfwertung. Bei der Europameisterschaft 1985 belegte sie den fünften Platz im Mehrkampf und erhielt Bronze im Pferdsprung. Weiterhin international erfolgreich war sie bei den Weltmeisterschaften 1985 in Montréal. Sie gewann Bronze im Mehrkampf, in der Mannschaftswertung mit der Mannschaft der Deutschen Demokratischen Republik (DDR) und im Pferdsprung; am Stufenbarren belegte sie den zweiten Platz hinter ihrer Mannschaftskameradin Gabriele Fähnrich. Bei den Olympischen Spielen 1988 belegte Dagmar Kersten mit der DDR-Mannschaft den dritten Platz und erreichte den achten Platz in der Einzelwertung des Mehrkampfs. Sie erreichte zwei Gerätefinals: Im Pferdsprung belegte sie den sechsten Platz, am Stufenbarren gewann sie Silber hinter der Rumänin Daniela Silivaș. Bei DDR-Meisterschaften errang sie 1985, 1987 und 1988 den Titel im Mehrkampf. 1985 und 1988 siegte sie außerdem im Pferdsprung, 1988 zusätzlich am Stufenbarren.
1986 und 1988 wurde Dagmar Kersten mit dem Vaterländischen Verdienstorden der DDR in Silber ausgezeichnet. Weil die erfolgreiche Spitzensportlerin jedoch einen Ausreiseantrag stellte, durfte sie ihre Schulausbildung in der DDR nicht abschließen.
Nach der Wende zog Dagmar Kersten nach Stuttgart und arbeitete beim Schwäbischen Turnerbund. Seit 2006 ist sie beim Niedersächsischen Turner-Bund (NTB) als „NTB-Ausbildungsreferentin“ für „Trainer C Gerätturnen Leistungssport“ tätig und in weiteren Fortbildungen für das Turnen in den Vereinen in Niedersachsen engagiert. Seit 2007 ist sie Referentin in der Sportärzte-Weiterbildung der Akademie Dampsoft.
Als anerkanntes Doping-Opfer enthüllte Dagmar Kersten 2011 die Dopingpraktiken der DDR.

## Zweite Karriere als Karatekämpferin und Persönlichkeitscoach
2011 eröffnete Dagmar Kersten, die inzwischen Trägerin des 2. Meistergrades (2. Dan) im koreanischen Karate ist, ihre eigene Kampfsportschule in Ofen bei Bad Zwischenahn. Als Budo-Pädagogin engagiert sie sich in ihrer LOHAN – Schule für Kampf- und Bewegungskunst  unter dem Slogan "Bewegung bildet – Wir machen Kinder stark" dezidiert der Entwicklung einer starken Persönlichkeit und Selbstwirksamkeit von Kindern und Erwachsenen, die im Gegensatz steht zu der von ihr selbst in der Kindheit erfahrenen Sportpädagogik.
Auf dem Hintergrund der kritischen Aufarbeitung ihrer Geschichte ist Dagmar Kersten auch als Vortragsrednerin und Persönlichkeitscoach unterwegs. Als buchbare Speakerin teilt sie offen und kritisch ihre früheren Missbrauchserfahrungen als Olympionikin der DDR, beginnend mit den frühen Herausforderungen ihrer Karriere, für die sie schon mit neun Jahren in ein Internat kam, bis hin zu Wirbelschäden, Dopingmissbrauch und Bulimie. Ihr Beitrag Doping im Spitzen- und Alltagssport  erschien 2021 in einem Tagungsband der Universität Göttingen. 2022 begann sie, ihre Lebensgeschichte in mehreren Podcast-Folgen den Menschen näher zu bringen.
Als Systemischer Coach unterstützt sie Menschen dabei, ihre vollen Potentiale zu entfalten. Als "Die Kehrseite der Medaille" bedeutet Erfolg für Dagmar Kersten nicht mehr die äußere Anerkennung und Trophäen, sondern vielmehr ein tiefes Gefühl der Erfüllung und Sinnhaftigkeit, deren Ziele jeder selbst definieren sollte.